# Lycaenesthes yukona
Lycaenesthes yukona är en fjärilsart som beskrevs av Holland 1900. Lycaenesthes yukona ingår i släktet Lycaenesthes och familjen juvelvingar. Inga underarter finns listade i Catalogue of Life.